# Марко Гобельїч
Марко Гобельїч (серб. Marko Gobeljić, нар. 13 вересня 1992, Кралево) — сербський футболіст, півзахисник клубу «Црвена Звезда» і національної збірної Сербії.

## Клубна кар'єра
Народився 13 вересня 1992 року в місті Кралево. Вихованець футбольної школи місцевого клубу «Слога» (Кралево). Дорослу футбольну кар'єру розпочав 2010 року в основній команді того ж клубу, в якій провів чотири сезони, взявши участь у 116 матчах другого і третього сербських футбольних дивізіонів. Більшість часу, проведеного у складі кралєвицької «Слоги», був основним гравцем команди.
Своєю грою за цю команду привернув увагу представників тренерського штабу клубу «Напредак» (Крушевац), до складу якого приєднався 2014 року. Відіграв за клуб з Крушеваца наступні три сезони своєї ігрової кар'єри. Граючи у складі «Напредака» також здебільшого виходив на поле в основному складі команди.
До складу «Црвеної Звезди» приєднався 2017 року. У першому ж сезоні в столичній команді став у її складі переможцем Суперліги 2017/18.

## Виступи за збірну
2016 року дебютував в офіційних матчах у складі національної збірної Сербії.
| Дата       | Місто     | Господарі | Результат | Гості    | Турнір           | Голи | Примітки |
| ---------- | --------- | --------- | --------- | -------- | ---------------- | ---- | -------- |
| 29-9-2016  | Доха      | Катар     | 3 – 0     | Сербія   | товариський матч | -    | 46'      |
| 29-1-2017  | Сан-Дієго | США       | 0 – 0     | Сербія   | товариський матч | -    | 84'      |
| 10-10-2019 | Крушеваць | Сербія    | 1 – 0     | Парагвай | товариський матч | -    | 46'      |
| Усього     |           | Матчів    | 3         |          | Голів            | 0    |          |

## Досягнення
- Чемпіон Сербії (6):

«Црвена Звезда»: 2017-18, 2018-19, 2019-20, 2020-21, 2021-22, 2022-23
- Володар Кубка Сербії (3):

«Црвена Звезда»: 2020-21, 2021-22, 2022-23